# Сєттаров Ренат Салаватович
Ренат Салаватович Сєттаров (нар. 14 листопада 1985 року, м. Запоріжжя, УРСР) — український актор. Працює у Національному академічному драматичному театрі імені Івана Франка (з 2010).

## Життєпис
Закінчив у Запоріжжі ліцей водного транспорту (2004), пропрацював 2 роки в морі на судні «Маршал Кошовий».
У 2006 році переїхав до Києва, де вступив у Київський національний університет театру, кіно і телебачення імені Івана Карпенка-Карого (курс Богдана Ступки), який закінчив 2011 року.
3 2010 року працює у Національному академічному драматичному театрі імені Івана Франка. 
Автор книги «Таракан за $».
24 березня 2023 року одружився з акторкою Дар’яною Донцовою.

## Ролі в театрі
Національний академічний драматичний театр імені Івана Франка
- 2010 — «Урус-Шайтан» Ігоря Афанасьєва; реж. Ігор Афанасьєв — Козак, полонений
- 2011 — «Гімн демократичної молоді» Сергія Жадана; реж. Юрій Одинокий — боксер за справедливість, «Суперксерокс», Льоня
- 2011 — «Попелюшка» Євгена Шварца; реж. Петро Ільченко — Падетруа
- 2015 — «Ерік XIV» Августа Стріндберга; реж. Станіслав Мойсеєв — Ерік Стуре, син
- 2015 — «Три товариші» за романом Еріха Марії Ремарка; реж. Юрій Одинокий — Готфрід Ленц
- «Morituri te salutant» — Парубок
- «Грек Зорба» — селянин
- «Дівка. Українська love story» — Микола
- «Джельсоміно в країні брехунів» — Калімеро
- «Дорога Памела» — Бред Вінер
- «Едіт Піаф. Життя в кредит» — Марсель Марсо
- «Земля» — Михайло
- «Перехресні стежки» — шинкар
- «Хазяїн» — Зозуля, помічник Ліхтаренків
- «Чайка» — Семен Семенович Медвиденко
- «Жона є жона» — Сольоний
- «Лускунчик» — Лускунчик, він же Племінник Хрещеного
- «Ножі в курках» — Орач Коник Вільям
- «Пригоди черепашок Ніндзя» — Леонардо
- «Романси. Ностальгія» за мотивами п'єси «Безіменна зірка» М. Себастіану — хлопець
- «Ромео і Джульєтта» В. Шекспіра — Бенволіо
- «Самотня леді» Ігоря Афанасьєва — Шуня